# Langus
Langus je priimek več znanih Slovencev:

## Znani nosilci priimka
- Anže Langus, glasbenik
- France Langus (1920—1972), operni pevec
- Henrika Langus (1836—1876), slikarka
- Irma Langus Hribar, restavratorka-konservatorka
- Jože Langus (*1927), smučarski skakalec
- Matevž Langus (1792—1855), slikar in freskant
- Tomaž Langus, restavrator